# The Social Pirates (1916)

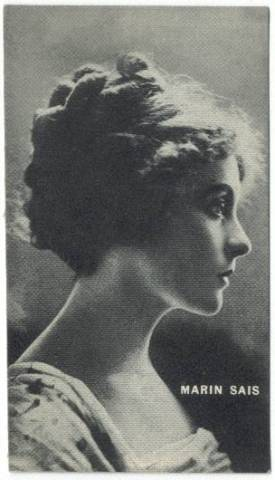
Marin Sais, estrela do seriado.

The Social Pirates é um seriado estadunidense de 1916, no gênero aventura, dirigido por James W. Horne, em 15 capítulos, estrelado por Marin Sais, Ollie Kirby e True Boardman. O seriado foi produzido pela Kalem Company, distribuido pela General Film Company, e veiculou nos cinemas dos Estados Unidos entre 27 de março e 3 de julho de 1916.

## Elenco
- Marin Sais	 ...	Mona
- Ollie Kirby	… Mary
- True Boardman
- Frank Jonasson
- Paul Hurst	 ...	(creditado Paul C. Hurst)
- Jessie Arnold
- Thomas G. Lingham  ... James Harrasford
- Edward Clisbee
- Priscilla Dean
- Ronald Bradbury
- Forrest Taylor … (creditado E. Forrest Taylor)

## Capítulos
1. The Little Monte Carlo
2. The Corsican Sisters
3. The Parasite
4. A War of Wits
5. The Millionaire Plunger
6. The Master Swindlers
7. The Rogue's Nemesis
8. Sauce for the Gander
9. The Missing Millionaire
10. Unmasking a Rascal
11. The Fangs of a Tattler
12. The Disappearance of Helen Mintern
13. In the Service of the State
14. The Music Swindlers
15. Black Magic

## The Social Pirates no Brasil

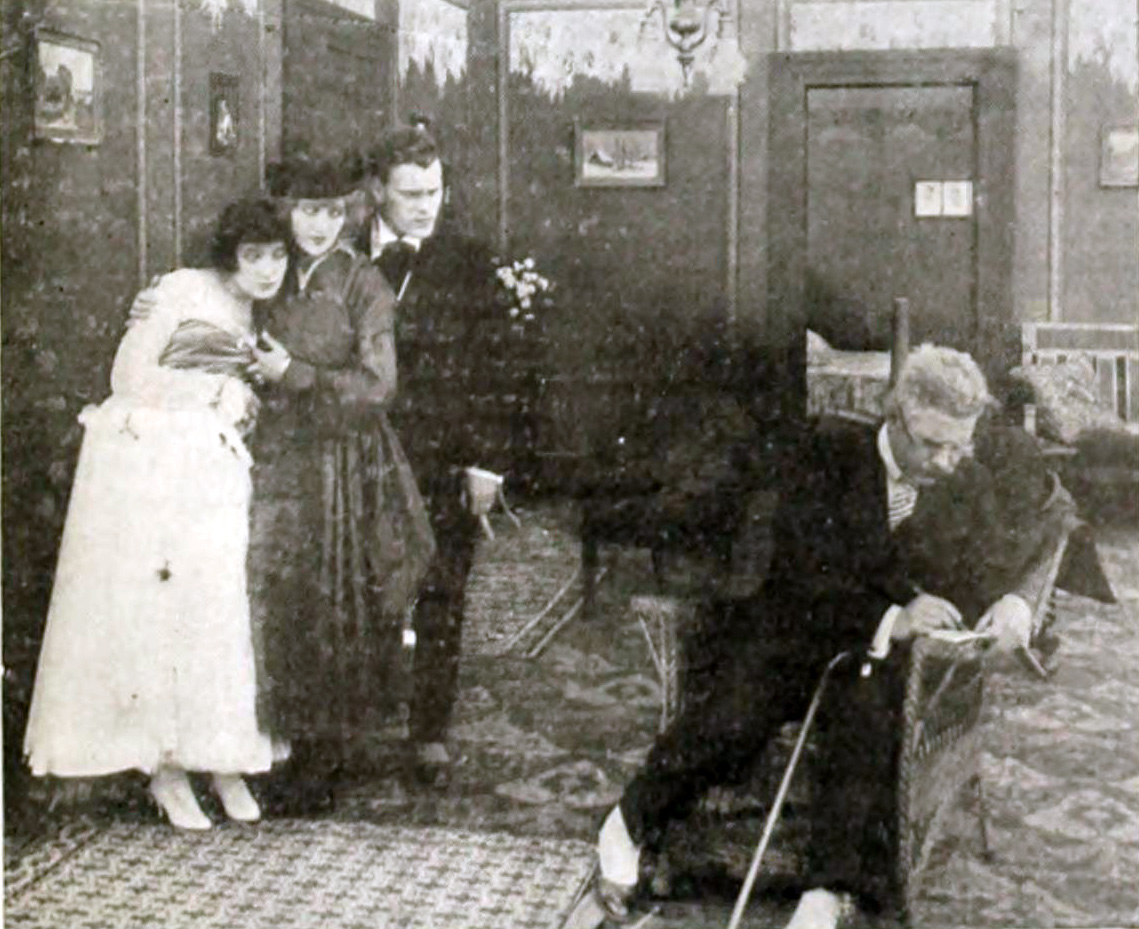
Unmasking a Rascal, capítulo 10 de The Social Pirates.

The Social Pirates estreou no Brasil no Cinema Barra Funda, em São Paulo, a partir de 2 de dezembro de 1916, sob o título Piratas Sociais.

### Lista (parcial) dos episódios no Brasil
1. O Pequeno Monte Carlo (2 de dezembro de 1916)
2. As Irmãs Corsas (2 de dezembro de 1916)
3. O parasita (9 de dezembro de 1916)
4. A Jovem dos Espíritos (9 de dezembro de 1916)
5. O  Milionário Devasso (16 de dezembro de 1916)
6. O roubo da Gioconda (16 de dezembro de 1916)

Fonte: 